# Русская гончая
Русская гончая — порода гончих собак, специализирующаяся в охоте на зайца и лису.
Как сказано в стандарте породы, русских гончих «ценят за их легендарную нестомчивость и сильный музыкальный голос». Международной кинологической федерацией порода не признана.

## История
Точное происхождение русских гончих не ясно. Л. П. Сабанеев считал, что порода была завезена татаро-монголами и называл её восточной гончей. По мнению А. В. Камерницкого, гончая на территории России могла возникнуть от помесей аборигенных лаек и завезённых легавых («подсокольных») собак в X—XI веках. Целенаправленная работа по формированию породы велась с 1874 года, когда в Москве состоялась первая выставка охотничьих собак. В статье Н. П. Кишенского «Выбор гончей» впервые описана русская гончая, это описание Кишенский сделал по просьбе Московского общества охоты в качестве руководства для судей. В 1895 году в декабрьском номере журнала «Природа и охота» вышло «Описание типичных признаков современной русской гончей», составленное А. Д. Бибиковым и П. Н. Белоусовым, это описание впоследствии Н. П. Пахомов назвал «первым стандартом породы». Породу официально называли «восточной гончей», название «русская гончая» стало употребительным в начале XX века. Под ним понимали «гончую, тип и лады которой вполне определены и резко отличаются от типа и ладов гончих не русских, то есть гончих французских, польских и английских. Тип и лады русской гончей, те, которые когда-то были описаны под общим названием „восточной гончей“, к которым относятся типы прежних пород: старинно-русской, пешей русской и костромской — пород, имеющих между собой в общих чертах несомненное родственное сходство, подобно тому, как сходны между собой ветви одного и того же дерева» (Н. П. Кашкаров).

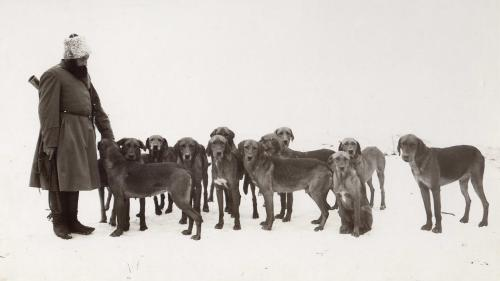
Стая русских гончих М. И. Алексеева
(из собрания Н. П. Кишенского)

Благодаря усилиям энтузиастов охоты с гончими Ф. А. Свечина, Н. В. Можарова, П. Н. Белоусова, М. И. Алексеева, Л. В. Живаго, И. Н. Камынина и других к 1917 году начал формироваться устойчивый единый тип русских гончих. После Октябрьской революции работа над развитием породы продолжилась при участии М. И. Алексеева, Н. П. Пахомова, Н. Н. Челищева и других специалистов. В 1923 году на Первой всесоюзной выставке собак и охототоваров были представлены 48 русских гончих. Первый официальный стандарт русской гончей был принят на I Всесоюзном съезде кинологов в 1925 году.
Формирование русской гончей как заводской породы фактически было начато заново, так как систематическая работа с родословными в период революции и Гражданской войны не велась. Официально признанные русская и англо-русская гончие составляли меньшую часть разнообразного поголовья гончих в СССР. Важную роль в становлении породы сыграли алексеевские и лебедевские гончие. Собаки М. И. Алексеева из Московской губернии обладали отличными экстерьерными и рабочими качествами и устойчивым породным типом. Стая А. А. Лебедева из Вязьмы происходила от знаменитых камынинских гончих и дала выдающихся производителей, оказавших существенное влияние на разведение русских гончих. Центрами разведения стали Москва, Горький и Киров, крупные гнёзда и породные линии образовались также в Ярославле, Куйбышеве, Ленинграде, на Украине. Русские гончие стали многочисленной и монолитной породой после Великой Отечественной войны. Консолидировать усилия по развитию отечественной породы помог запрет в 1939 году всех пород гончих, кроме двух — русской и русской пегой гончих. Одновременно был принят и новый стандарт породы, остающийся основой современного текста стандарта. Впоследствии стандарт неоднократно несущественно корректировался. Действующий стандарт русской гончей утверждён Президиумом РКФ в 2015 году.
Непростая судьба сложилась и у правил полевых испытаний русской гончей. Первым документом стали утверждённые в 1901 году Московским обществом охоты Правила полевой пробы гончих. Эти правила определяли требования к собакам, работающим в стаях, стайках и смычках, но не предусматривали пробы для индивидуальной работы. Результаты проб не позволяли оценить индивидуальные способности собаки и не могли применяться для отбора собак по рабочим качествам для разведения. Испытание одиночек впервые предусмотрено лишь Правилами полевой пробы, принятыми в 1925 году, в соответствии с которыми в 1926 году в Москве были проведены первые после революции пробы. В 1930 году в Москве создана первая испытательная станция. К 1947 году сформированы правила расценки и минимальные требования для присуждения дипломов, а современные требования были выработаны к 1981 году.

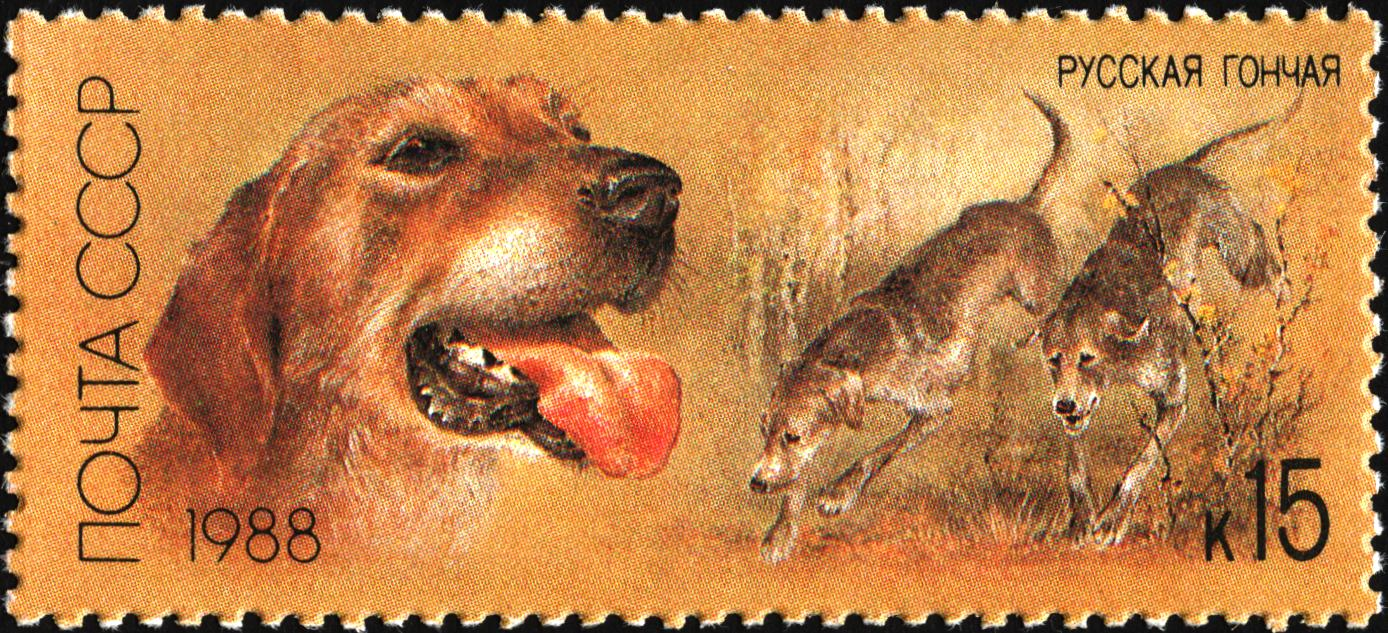

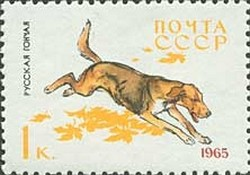

## Внешний вид
Русская гончая — крепкая собака выше среднего роста, удлинённого формата (индекс растянутости выжлецов 105, выжловок 107). Обладает характерным «звероватым» обликом, несколько напоминающим волка. Этот облик обусловлен высокоперёдостью и манерой собаки низко держать голову.
Голова сухая, клинообразная, небольшая по отношению к корпусу, линии черепа и морды параллельны. Переход ото лба к морде плавный, затылочный бугор и надбровные дуги слабо выражены. Морда удлинённая, мочка носа слегка выдается вперёд, обязательно чёрная. Уши некрупные, висячие, треугольной формы. Глаза с косым разрезом, карие, края век тёмные. Шея сухая, без подбрудка, поставлена низко, под углом 30—35 градусов. Корпус характеризуется хорошо развитой выраженной холкой, широкими поясницей и крупом, глубокой — ниже локтей — грудью, подобранным, но не поджарым животом. Лапы овальные, сводистые, плотно сомкнутые, когти направлены в землю. Хвост не длиннее, чем до скакательного сустава, толстый у основания и постепенно утончающийся к концу. В спокойном состоянии хвост опущен, в работе поднимается несколько выше линии спины.
Шерсть (псо́вина) на голове, ушах и ногах короткая, по корпусу довольно длинная, вокруг шеи образует «загривину». Подшёрсток густой и мягкий, всегда более светлый, чем наружная псовина. Излишне длинная, лохматая, волнистая шерсть, оброслость морды не допускаются. Излишне короткая шерсть, редкий подшёрсток нежелательны. Окрас чепрачный, багряный и подласый. Чепрак может быть тёмным или светлым, но не должен иметь чётких границ, а «румяна» — рыжие зоны — не должны быть красноватыми. Багряный окрас образуется красно-жёлтой или рыжеватой шерстью на спине и боках при более светлой шерсти на других участках тела. При подласом окрасе общий тон шерсти сероватый, образованный смесью тёмных и светлых волос, с белесоватыми подпалинами. Допускаются небольшие белые отметины на груди и лапах.

## Темперамент и использование
Русская гончая — спокойная и уравновешенная собака, при этом страстный охотник, паратый и злобный. Русская гончая может чётко передавать голосом ход гона, к излишней отдаче голоса не склонна. Рабочие качества русской гончей особенно подходят для работы по зайцу-беляку, гончая обладает хорошим чутьём, мастеровита и вязка, так что может подолгу держать запутанный заячий след. Хорошая выносливость и злоба к красному зверю обеспечивают успешную охоту на лисицу. При розыске зверя русская гончая движется намётом или размашистой рысью, преследует зверя преимущественно галопом. Собаки неприхотливы и не требуют особых условий содержания, легко переносят жару и холод, рано начинают работать.